# Japonská architektura
Japonská architektura je tradičně definovaná jako dřevěné struktury,  trochu povznesené nad zemí s taškovými nebo slaměnými střechami. Posuvné dveře (fusuma) sloužily jako zeď, což umožňovalo použít prostor v místnosti pro různé příležitosti. Lidé obvykle sedí na polštářcích nebo na podlaze. Židle a vysoké stoly nebyly do 20. století používány. Nicméně od 19. století Japonsko převzalo hodně elementů od západní, moderní a postmoderní architektury a teď je lídrem v moderním světovém designu a architektuře.

## Starobylá japonská architektura
Ukázky architektury starého Japonska do 4. století skoro chybí. Informací o architektuře tohoto období je ve starobylých japonských textech Kodžiki a Nihonšoki velmi málo. Vzhled staveb raného Japonska známe díky nalezeným hliněným vzorům domů (Haniwa) a obrázkům na bronzových zrcadlech.
Vykopávky a výzkumy ukazují, že typické stavby raného období japonských dějin (období před naším letopočtem), které se nazývají Tate-ana-džuke („obydlí z jam“), představují zemljanky se střechou krytou slámou a větvemi. Později se objevují stavby na kolech.
V 1. až 3. století v Japonsku vzniká tradice stavění šintoistických svatyní – komplexů symetricky rozmístěných staveb. Zvláštností šintoistických svatyní jsou vrata torii při vstupu do chrámu. Torii nemají veřeje, jsou ve formě «П»  se dvěma horními břevny.

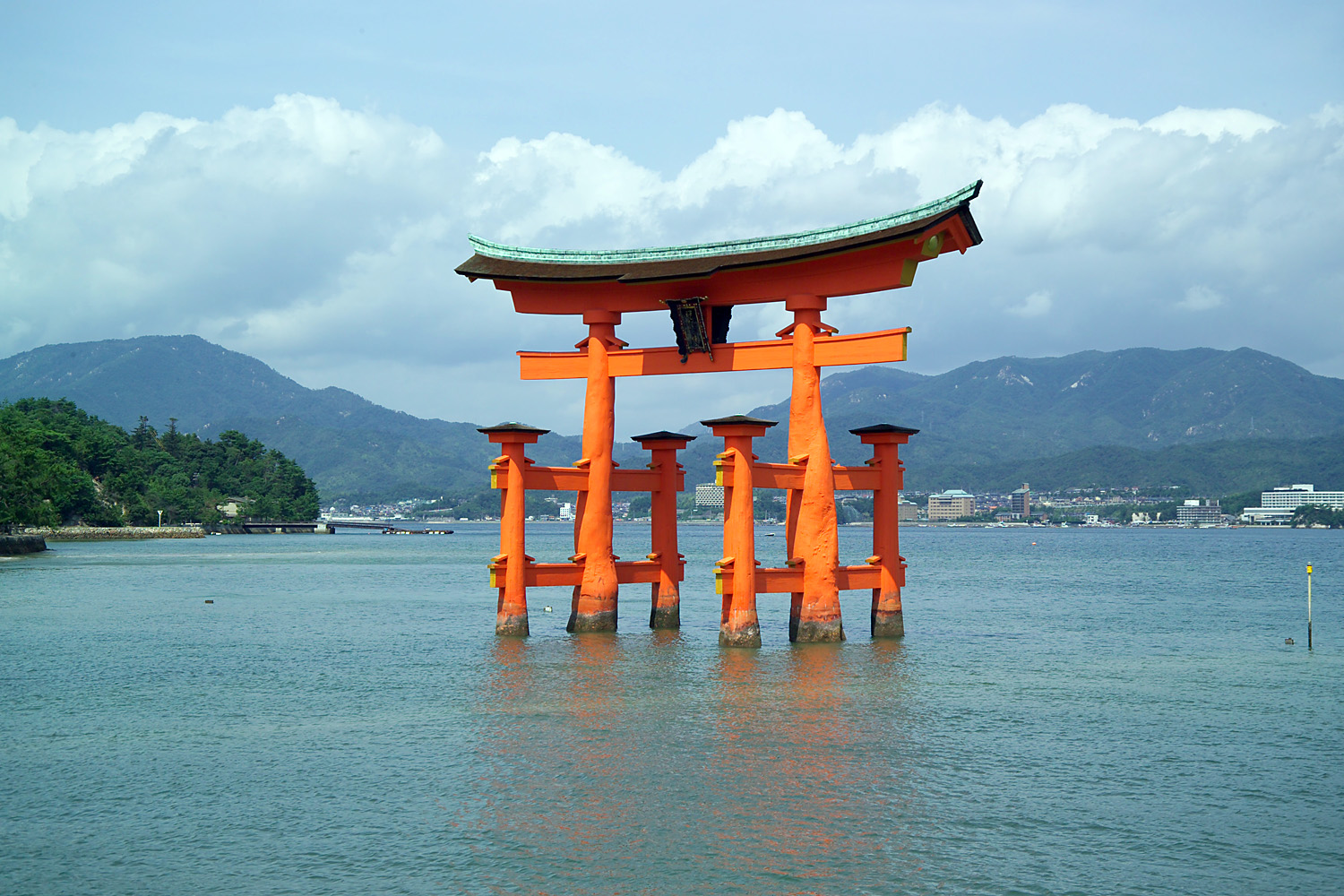

Od poloviny 6. století se v Japonsku šiří buddhismus který měl velký vliv na architekturu Japonska té doby. Jednou z nejdůležitějších změn se stalo použití kamenného fundamentu. Důsledkem šíření buddhismu bylo také mnohem častější použití dekoračních prvků, stavby byly barveny jasnými barvami a doplňovány kovovými a dřevěnými prvky.
Jedna z nejstarších zachovaných dřevěných staveb na světě je buddhistický chrám Hórjúdži ve městě Ikaruga, který byl založen princem Šótokuem v roce 607.

## Japonská středověká architektura
Chrám Todaidži je příkladem architektury Japonska druhé poloviny prvního tisíciletí. Chrám byl postaven v letech 743–752 a je dodnes největší dřevěnou stavbou na světě.

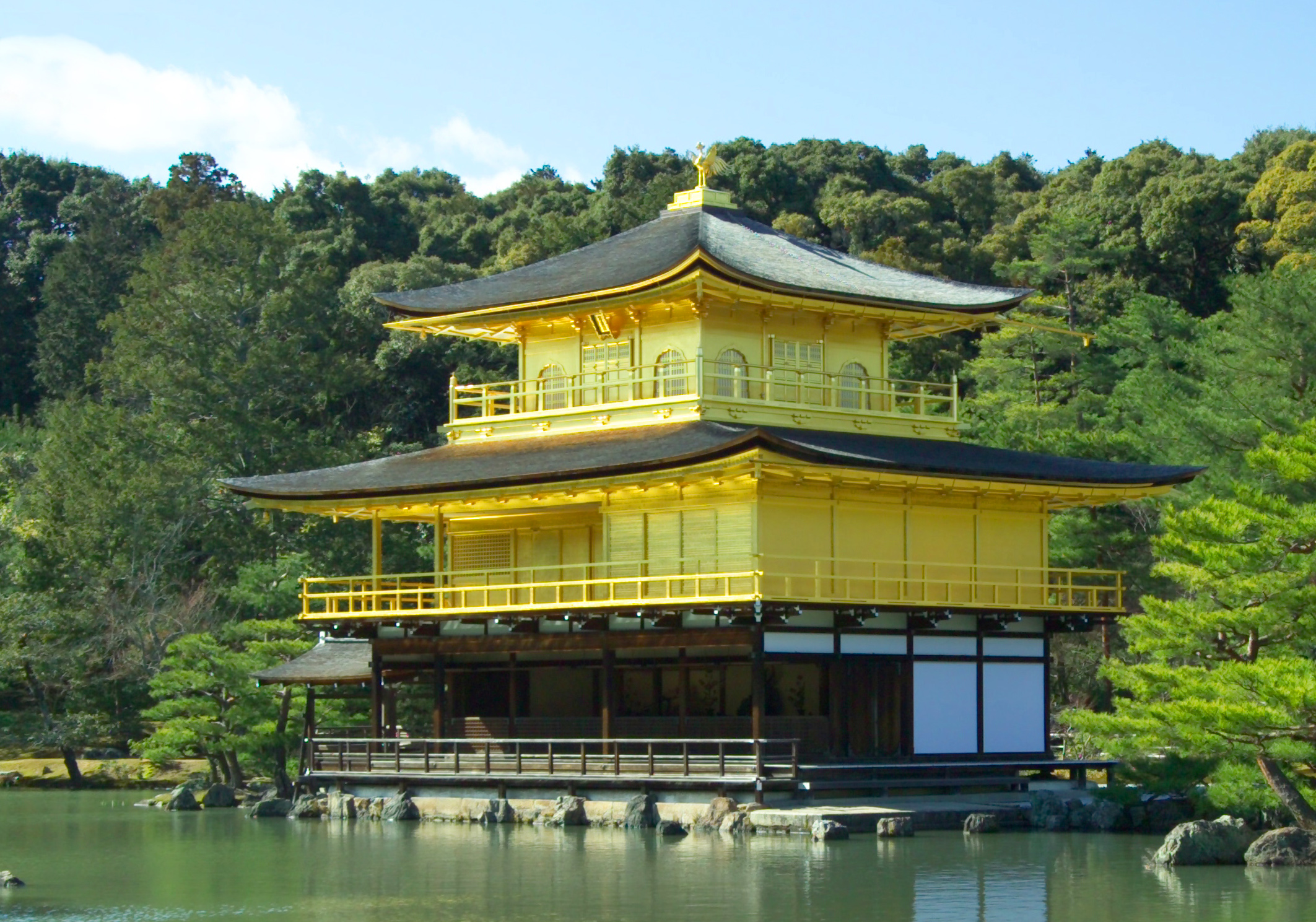
Kinkakudži (Chrám zlatého pavilonu)

V závislosti na krajině, kde byl chrám postaven – hory nebo roviny – se jeho architektura lišila. Pokud byl chrám postaven na rovině, jeho součásti se rozmísťovaly symetricky. Pro chrámy v horách taková symetrie nebyla možná.
Ve středověkém Japonsku třináctého století se často projevuje čínské vidění architektury. Chrámový komplex „zen“ se tradičně skládal ze dvou vrat a dvou chrámů (domu božstva, kde se nacházela socha Buddhy, a budovy pro modlitbu).
Kinkakudži (Chrám zlatého pavilonu) – je jedna z nejdůležitějších ukázek kulturního dědictví architektury konce 14. století. Byl postaven Jošimicuem Ašikagou v roce 1397.
Čajové domy – charakteristický příklad tradiční japonské architektury. Většina budov čajových domů je prostá, bez nadbytku, protože jsou ztělesněním smíření a asketismu.

## Moderní japonská architektura
Tradice, jež byly založeny v Japonsku před několika stoletími, se uchovávají i v moderní kultuře a architektuře. Většina budov postavených v 70. až 80. letech 20. století je kombinací pravoúhelníkových elementů. Nicméně v posledních deseti letech je vidět, že současné japonské budovy se trochu liší od předchozích použitím nových druhů materiálů a změnou formy. Dnes se pravoúhelníková forma spojuje s kruhovou a půlkruhovou.

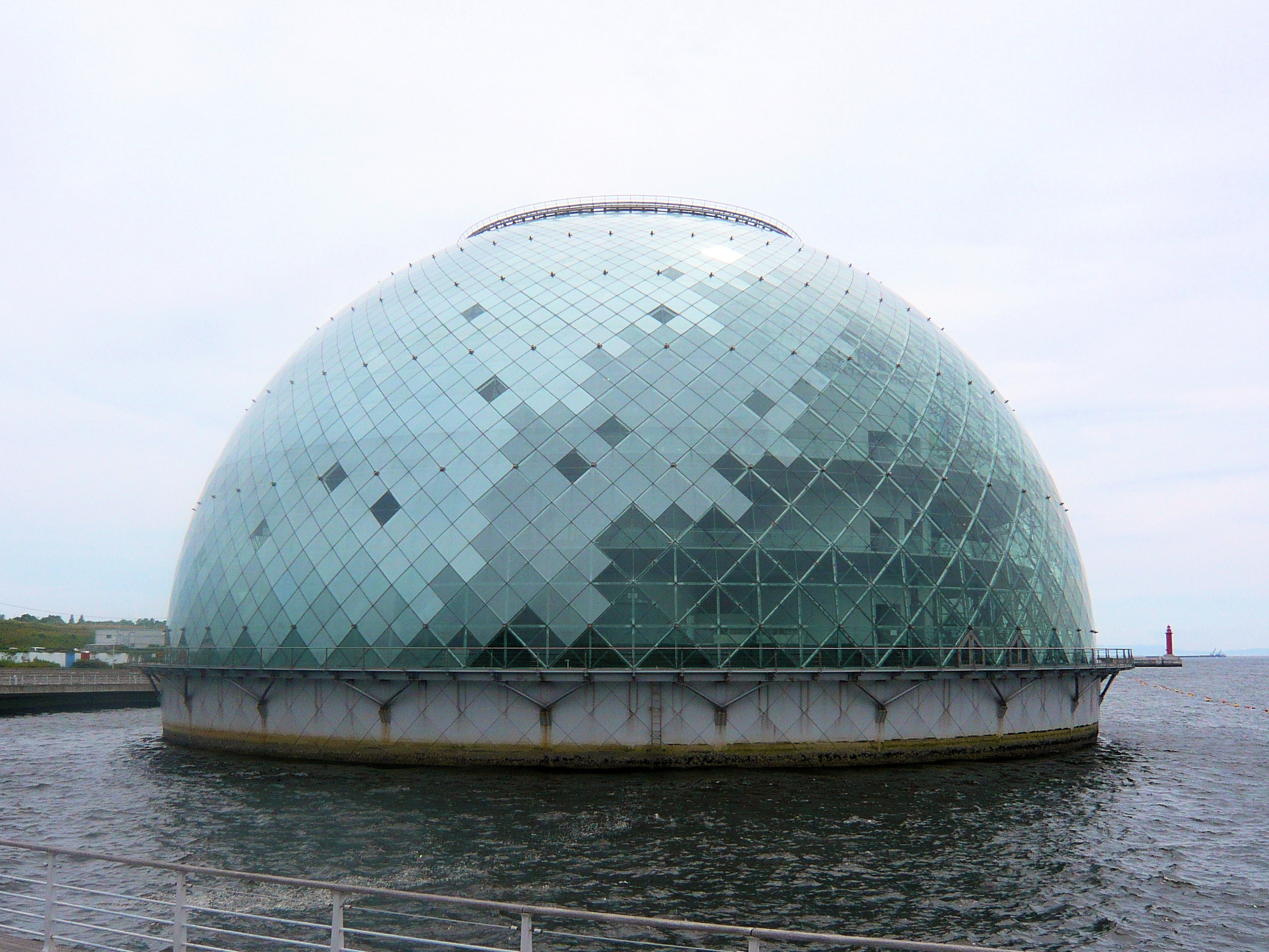
Ósacké mořské muzeum

Příkladem etalonu moderní architektury Japonska je Ósacké mořské muzeum (Osaka Maritime museum) ve městě Ósaka, které bylo postaveno v roce 2002 francouzským architektem Paulem Andreuem. Jedná se o velkou skleněnou kupoli vysokou 70 metrů. Velké skleněné panely, z nichž se skládá fasáda budovy, byly použity pro získání přirozeného světla uvnitř muzea.

### Naošima
Hlavním městem japonské moderní architektury je ostrov Naošima, jehož infrastruktura se výrazněji rozvinula až v posledních 40 letech. Na začátku dvacátého století se Naošima nijak nelišil od ostatních japonských ostrovů, ale v roce 1980 se japonský podnikatel Tadaši Fukutake rozhodl vytvořit z ostrova centrum vzdělání, kde by se mohly setkávat děti z různých kultur. Tadaši ve spolupráci s primátorem města Naošima začali rozvíjet malý ostrov a vytvořili na něm několik objektů ve stylu moderní architektury.
V průběhu několika let se směr původního plánu postupně změnil a nakonec se z ostrova stalo centrum moderní architektury. Dnes tento ostrov přitahuje architekty a designéry z celého světa.
Všechna hlavní muzea Naošimy postavil Tadao Andó – japonský architekt-samouk známý na celém světě. Jeho styl je typický použitím prostých materiálů, jejichž pomocí tvoří důmyslné prostory. Většina Andových budov je postavena z panelů holého betonu.

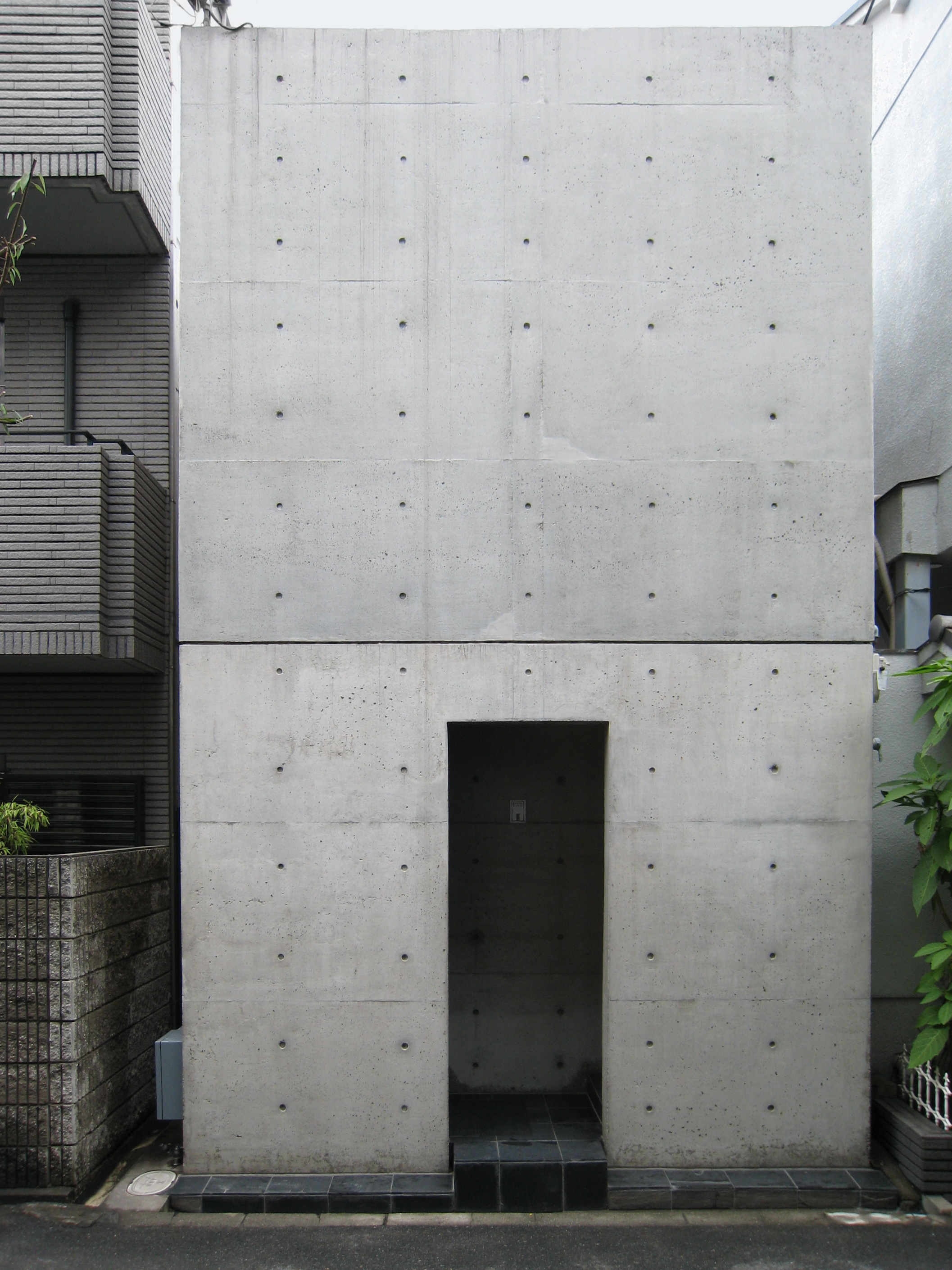
Řadový dům, Ósaka
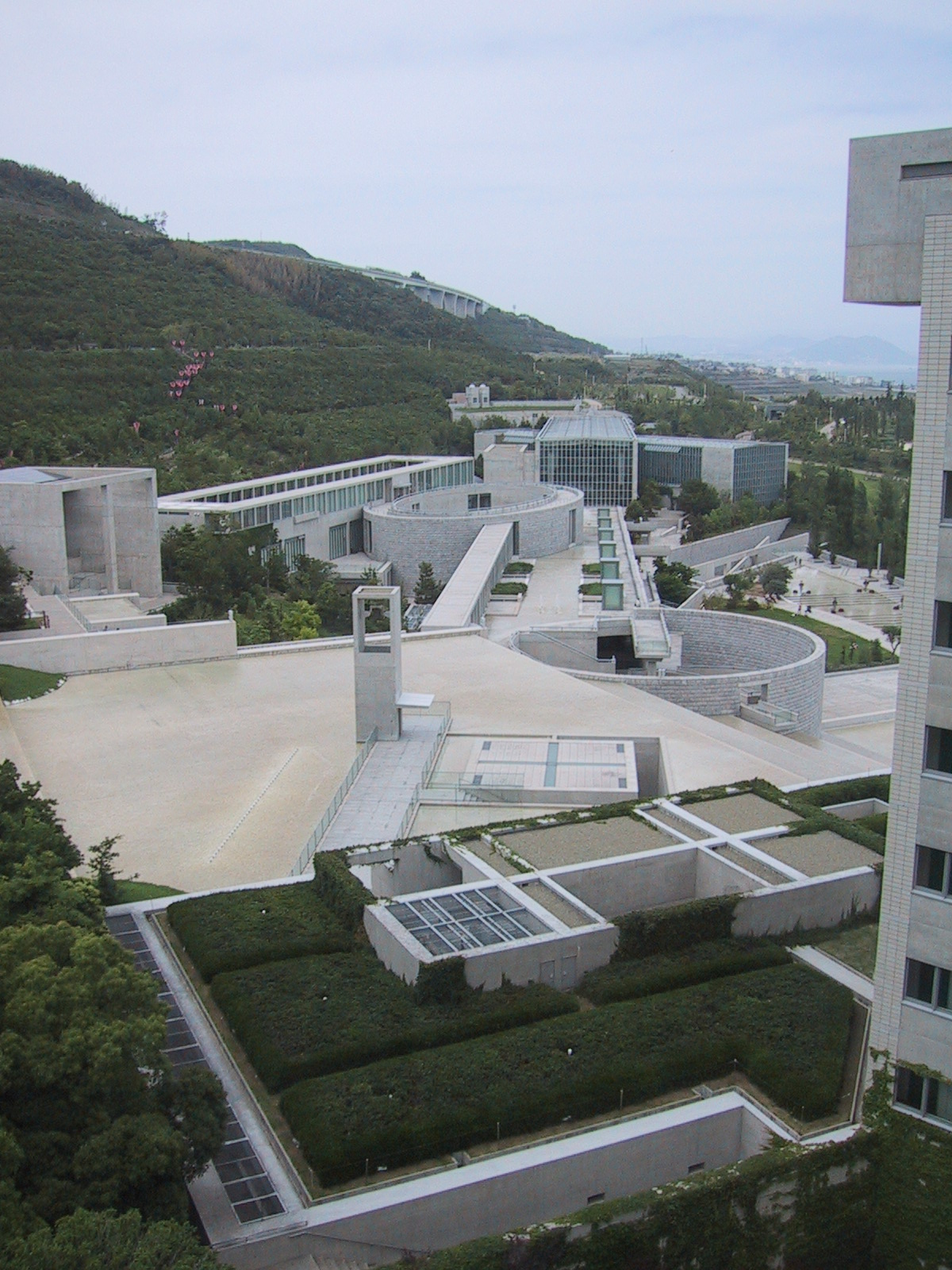
Westin Awaji Hotel

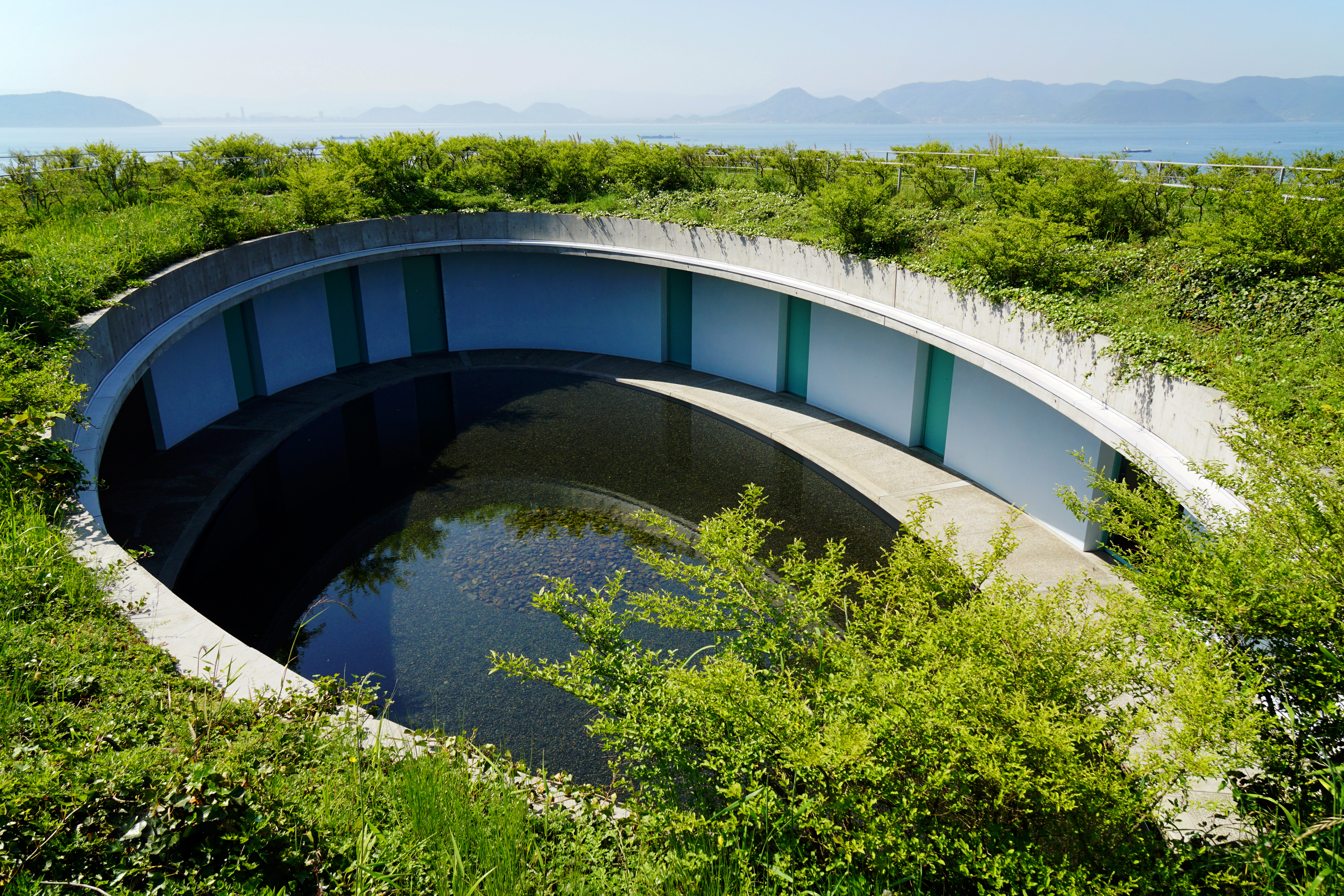
Benesse House Hotel

Jedno z jeho muzeí na ostrově nese název Benese House Museum. Bylo otevřeno v roce 1990. Jeho hlavní zajímavostí je kompozice betonových schodišť, můstků a balkonů.
Součástí tohoto muzea je také luxusní designerský hotel, jehož pokoje vycházejí na betonový ovál.  
Druhé hlavní muzeum Naošimy – Čiču Art Museum bylo otevřeno v roce 2004. Čiču v japonštině znamená „v zemi“, což odpovídá jeho umístění – skoro celé muzeum se nachází pod zemí v zásobníku z betonu s pouze několika otvory. V tomto objektu vystavují pouze tři umělci – jeden z nich je Claude Monet (v jednom ze sálů se nachází jeho obraz „Lekníny"), ale jako ve všech muzeích Tadaa Andóa je hlavní především architektura a prostory budov.

Lekníny
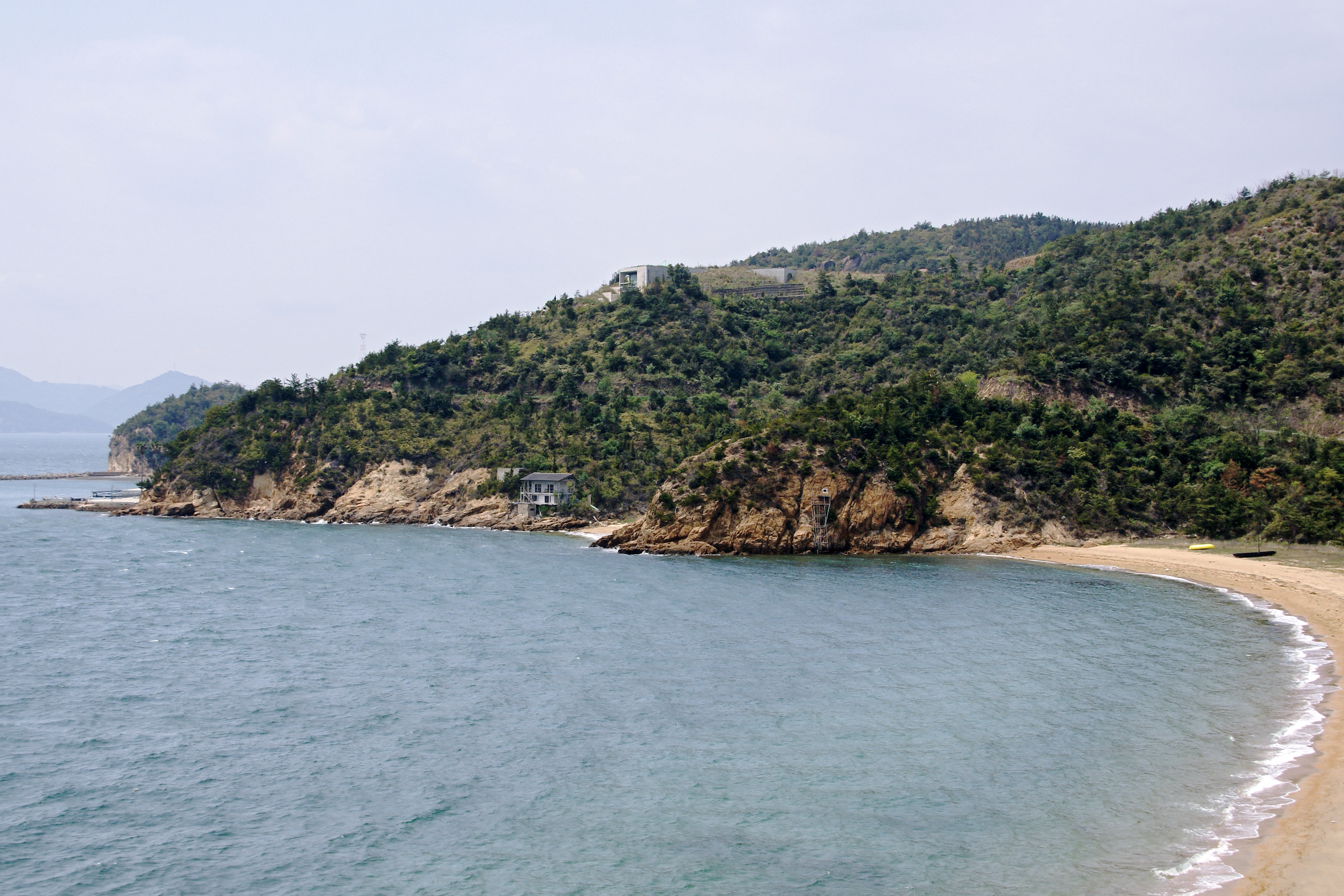
ostrov Naošima